# توم بلومكفيست
توم بلومكفيست (بالسويدية: Tom Blomqvist)‏ هو سائق سيارة سباق سويدي، ولد في 30 نوفمبر 1993 في كامبريدج في المملكة المتحدة.

## وصلات خارجية
- الموقع الرسمي
- توم بلومكفيست على موقع DriverDB.com (الإنجليزية)
- توم بلومكفيست على موقع eWRC-results.com (الإنجليزية)